# جون جيلز
جون جيلز (بالإنجليزية: John Randall Gillis)‏ هو مؤرخ أمريكي، ولد في 1939 في بلينفيلد في الولايات المتحدة.